# Ган Дрейвер
Ган Дрейвер (нід. Han Drijver, 11 березня 1927 — 10 жовтня 1986) — нідерландський хокеїст на траві.
Срібний призер Олімпійських Ігор 1952 року, бронзовий призер 1948 року.